# Greci (gmina Osica de Sus)
Greci – wieś w Rumunii, w okręgu Aluta, w gminie Osica de Sus. W 2011 roku liczyła 837 mieszkańców.